# Niederauerbach
Niederauerbach is een plaats in de Duitse gemeente Zweibrücken, deelstaat Rijnland-Palts, en telt 4471 inwoners (2005).
Bubenhausen · Ernstweiler · Ixheim · Mittelbach-Hengstbach · Mörsbach · Niederauerbach · Oberauerbach · Rimschweiler · Wattweiler